# Херд (остров, Австралия)
Херд (англ. Heard Island) — остров в архипелаге остров Херд и острова Макдональд на юге Индийского океана. Административно входит во Внешние территории Австралии.
Площадь острова — 338 км². Остров образован вулканом Биг-Бен, вершина которого — Моусон-Пик — является высшей точкой всей Австралии. На острове есть несколько озёр. Самое большое озеро расположено на юге, и не имеет названия. Озеро полностью замёрзло, и не пригодно для жизни организмов вроде рыб.